# Sfântu Gheorghe (gmina w okręgu Tulcza)
Sfântu Gheorghe – gmina w Rumunii, w okręgu Tulcza. Obejmuje tylko jedną miejscowość Sfântu Gheorghe. W 2011 roku liczyła 797 mieszkańców. 